# Jan Jacob Verdenius
Jan Jacob Verdenius (11 settembre 1973) è un ex fondista norvegese.

## Biografia
In Coppa del Mondo debuttò il 18 dicembre 1993 a Davos (88°), ottenne il primo podio il 17 dicembre 2000 a Brusson (2°) e l'unica vittoria il 28 dicembre successivo a Engelberg.
In carriera prese parte a tre edizioni dei Campionati mondiali (10° nella sprint a Lahti 2001 il miglior risultato).

## Palmarès

### Coppa del Mondo
- Miglior piazzamento in classifica generale: 18º nel 2001
- Vincitore della Coppa del Mondo di sprint nel 2001
- 3 podi (tutti individuali[1]):
  - 1 vittoria
  - 1 secondo posto
  - 1 terzo posto

#### Coppa del Mondo - vittorie
| Data             | Località  | Nazione  | Spec. |
| ---------------- | --------- | -------- | ----- |
| 28 dicembre 2000 | Engelberg | Svizzera | SP TC |

Legenda:

TC = tecnica classica

SP = sprint